# اد دی گوی
اد دی گوی (هلندی: Ed de Goey؛ زادهٔ ۲۰ دسامبر ۱۹۶۶) یک بازیکن فوتبال اهل هلند است.

## باشگاهی
وی سابقه بازی در تیم‌های اسپارتا روتردام، فاینورد، چلسی و استوک سیتی را دارد، 

## تیم ملی
وی همچنین در تیم ملی فوتبال هلند ۳۱ ملی بازی انجام داده است و عضو این تیم در جام جهانی ۱۹۹۴ و ۱۹۹۸ بوده است.